# Francesco Bianchi (kompozytor)
Francesco Bianchi (ur. około 1752 w Cremonie, zm. 27 listopada 1810 w Londynie) – włoski kompozytor.

## Życiorys
Był uczniem Niccolò Jommellego. W latach 1775–1778 był maestro al cembalo w paryskiej Comédie-Italienne. Po powrocie do Włoch działał jako kompozytor operowy, wystawiając swoje dzieła m.in. w Padwie, Wenecji i Neapolu. Od 1783 do 1793 roku był drugim kapelmistrzem katedry w Mediolanie. W latach 1785–1793 zatrudniony był również na stanowisku drugiego organisty bazyliki św. Marka w Wenecji. W 1794 roku wyjechał do Londynu. W latach 1795–1802 działał jako kompozytor londyńskiego King’s Theatre. Kierował też Crow Street Theatre (1798–1800) i Astley’s Theatre (1800–1801) w Dublinie. Popełnił samobójstwo.
Napisał prawie 80 oper, m.in. Giulio Sabino (wyst. Cremona 1772), Il Grand Cidde (wyst. Florencja 1773), Réduction de Paris (wyst. Paryż 1775), La Vendetta de Nino (wyst. Neapol 1790). Żadna z nich jednak nie znalazła trwałego miejsca w repertuarze. Był też autorem traktatu teoretycznego Dell’attrazione armonica, opublikowanego częściowo w angielskim przekładzie na łamach „Quarterly Musical Magazine and Review” w latach 1820–1821.